# Schoenobryum rubricaule
Schoenobryum rubricaule är en bladmossart som beskrevs av Monte Gregg Manuel 1977. Schoenobryum rubricaule ingår i släktet Schoenobryum och familjen Cryphaeaceae. Inga underarter finns listade i Catalogue of Life.